# Mark W. Moffett
Pour les articles homonymes, voir Moffett.
Mark W. Moffett (né le 7 janvier 1958) est un biologiste tropical qui étudie l'écologie des canopées des forêts tropicales et le comportement social des animaux, en particulier des fourmis, et des êtres humains. 
Il est également l'auteur de plusieurs ouvrages de vulgarisation scientifique et est connu pour ses macrophotographies documentant la biologie,.

## Biographie
Mark Moffett a reçu son doctorat en biologie organismique et évolutive de l'université Harvard en 1989, sous la direction de Edward O. Wilson.
Mark Moffett est chercheur associé au département d'entomologie du musée national d'histoire naturelle de la Smithsonian Institution.

## Publications

### Livres
- Mark Moffett (trad. de l'anglais), Face aux grenouilles [« Face to Face with Frogs »], Paris, National Geographic, coll. « Document jeunesse », 2010, 32 p. (ISBN 978-2-84582-308-2)
- (en) Mark W. Moffett, The High Frontier : Exploring the Tropical Rainforest Canopy, Harvard University Press, 1994, 192 p. (ISBN 978-0-674-39038-6, lire en ligne)
- (en) Mark W. Moffett, Face to Face with Frogs, National Geographic Society, 2008, 31 p. (ISBN 978-1-4263-0205-3)
- (en) Mark W. Moffett, Adventures Among Ants : a global safari with a cast of trillions, Berkeley (Calif.), University of California Press, 2010, 280 p. (ISBN 978-0-520-26199-0)
- (en) Mark W. Moffett, The human swarm : how our societies arise, thrive, and fall, 2019 (ISBN 978-0-465-05568-5, lire en ligne)

### Articles
- Moffett, M.W. 1984. Swarm raiding in a myrmicine ant. Naturwissenschaften 71: 588-589. 1984.

- Moffett, M.W. 1985a. Behavioral notes on the asiatic harvesting ants Acanthomyrmex notabilis and A. ferox. Psyche 92: 165-180.

- Moffett, M.W. 1985b. Revision of the genus Myrmoteras (Hymenoptera: Formicidae). Bulletin of the Museum of Comparative Zoology. 151:1-53.

- Moffett, M.W. 1986a. Observations on Lophomyrmex ants from Kalimantan, Java and Malaysia. Malayan Nature Journal 39: 207-211.

- Moffett, M.W. 1986b. Trap-jaw predation and other observations on two species of Myrmoteras. Insectes Sociaux 33: 85-99.

- Moffett, M.W. 1986c. Revision of the myrmicine genus Acanthomyrmex (Hymenoptera: Formicidae). Bulletin of the Museum of Comparative Zoology 151: 55-89.

- Moffett, M.W. 1986d. Notes on the behavior of the dimorphic ant Oligomyrmex overbecki. Psyche 93: 107-116.

- Moffett, M. W. 1986e. Evidence of workers serving as queens in the genus Diacamma (Hymenoptera: Formicidae). Psyche (Cambridge) 93:151-152.

- Moffett, M.W. 1987. Behavior of the group-predatory ant Proatta butteli: an Old World relative of the attine ants. Insectes Sociaux 33 (1986): 444-457.